# Fraser-øen
K'gari, tidligere Fraser-øen eller Fraser Island er en australsk ø med ca. 190 indbyggere, som ligger ud for Australiens østkyst ca. 190 km nord for Brisbane i delstaten Queensland. Øen er fra 1992 med i UNESCO's Verdensarvsliste fordi den med et areal på 1.655 km² og en længde på 122 km og en bredde på op til 25 km er verdens største sandø. Der vokser regnskov i sandet, vekslende med sandklitter og ferskvandssøer.
Øen tilhører det administrative område Fraser Coast Region i  Queensland . På det aboriginale sprog kaldes den K'gari, hvilket betyder "paradis".
Sammen med nogle mindre øer ud for den sydlige vestkyst og dermed i Great Sandy Strait udgør Fraser Island Fraser amt, som er opdelt i seks sogne. Blandt øerne er Slain Island, Tooth Island, Roundbush Island, Moonboom Island, Gardner Island, Dream Island, Stewart Island og Reef Islands, som alle er en del af Talboors sydligste sogn.
I 2021 skiftede øen navn tilbage til hvad det indfødte folk kaldte den.

## Geografi
I den sydvestlige del er det 70 kilometer lange Great Sandy Strait beliggende, et sund og i det nordvestlige Hervey Bay. Mod øst grænser Fraser Island mod det sydlige Stillehav. Den højeste klit på øen er Mount Bowarrady, som er omkring 240 meter høj. Den turistiske ø er en del af naturreservatet Great Sandy National Park.
Der er næsten 200 ferskvandssøer på Fraser Island, som har et meget rent og klart vand. En del af søerne har et lag flydende grundvand: Vand, der ligger over et vandtæt lag af kaffesten (et komprimeret materiale, der består af sand og organiske komponenter). De andre søer på Fraser Island blev dannet enten når klitter blokerede vandvejene, eller når en dal frigav underliggende grundvand. Søen Lake Wabby bliver efterhånden til en sandklit.
Ved øens østkyst ligger den officielle highway 75 Mile Beach. Det er kun muligt at køre med firehjulstræk og den fungerer også som lufthavn for mindre fly.
I 2011 boede der kun fire aboriginer på Fraser Island ud af en samlet befolkning på 182.

## Geologi
Bortset fra nogle stenformer af vulkansk oprindelse, for eksempel ryolit i Indian Head i den nordøstlige del af øen, består Fraser Island af sand. Dette sand er et produkt af erosion fra bjergkæden Great Dividing Range, der løber langs hele Australiens østkyst. Sandet blev transporteret til havet gennem flodsystemerne i det nordlige New South Wales og derfra nordpå langs kysten af de fremherskende sydøstlige passatvinde og havstrømme.
Indtil for 10.000 år siden var Fraser Island en del af fastlandet. Enden af den australske kontinentalsokkel løb omkring 25 kilometer ud for den nuværende østkyst på øen. Hervey Bay vest for den nuværende ø var tørt land; ved fordybningen på den nuværende ø Big Woody Island, vest for byen Urangan, blev floden Mary River omdirigeret mod sydøst og drænet til det der nu er flodmundingen Great Sandy Strait. Mary River og dens bifloder gravede dybe dale i landskabet på det daværende tidspunkt. Efter den sidste istid steg havniveauet med op til 120 meter. I denne langsomme proces blev aboriginerne tvunget til at følge ændringerne i deres habitat. Mary-floden med dens bifloder dannede brede flade sandede flodmundinger, der blev oversvømmet af saltvand.
Det aflejrede sand blev til klitter og blev stabiliseret af sandplanter. I årtusinder hævede og omformede nye klitter landet. Denne dannelsesproces fortsætter også i nutiden. I modsætning til mange sandklitter er trives plantelivet på grund af de naturligt forekommende Mykorrhizasvampe, som frigiver næringsstoffer i en form, der kan absorberes af planterne.
Alle øens 36 klitter er dannet af sandstorme. Ved en sydøstlig vind bevæger klitterne sig med en hastighed på 1 til 2 meter om året og vokser til en højde på 244 meter. Klitbevægelsen skaber overlappende klitter og krydser undertiden vandveje og dækker skove.

## Historie
Arkæologiske fund har vist, at Fraser Island har været beboet af den aboriginale stamme Butchulla  i omkring 5500 år. Sandsynligvis blev øen bosat for 40.000 år siden. I de første europæiske rejserapporter beskrives en meget tæt befolkning på 2.000 til 3.000 indbyggere. Ifølge forskerne kan der dog antages en permanent befolkning på kun 400-600 oprindelige folk, som imidlertid svingede meget stærkt med årstiderne. Hovedårsagen til dette er sandsynligvis det rige tilbud på fisk og skaldyr i vintermånederne: muslinger, skildpadder, fisk, dygong og fugle var lige så meget en del af maden som bær, honning, bregnerødder og nektar.
I 1897 blev der oprettet en missionsstation ved White Cliffs på vestkysten, som husede 61 aboriginer fra øen og fastlandet. Deres antal steg til 147 i 1901, hvorefter missionsstationen blev flyttet til et område omkring 15 kilometer længere mod nord. Forholdene på missionsstationerne var umenneskelige. Halvdelen af de anbragte døde af sygdom og underernæring. 1904 blev stationen forladt, og de overlevende blev deporteret til missionsstationen i Yarrabah, ca. 50 kilometer nord for Cairns på fastlandet. I slutningen af 2014 fandt medlemmer af Butchulla to kirkegårde ved missionsstationerne med i alt 70 grave.

### Første kontakt med europæerne
På Hood Point på Fraser Island blev der fundet genstande lavet af bly, der var blevet udvundet i Spanien ifølge en materiale analyse. Det menes at stamme fra  portugisiske erobrer Cristóvão de Mendonças ekspedition fra 1521 til 1522. Der er ingen skriftlige beviser for denne antagelse, da Mendonça-dokumenterne blev brændt i Lissabon.
To rør af ler blev fundet i en muslingesamling nær Indian Head. På grund af deres form er de sandsynligvis fremstillet i det 17. århundrede og af hollandske sømænd. I hvor høj grad der var kontakter med aboriginerne er fortsat usikkert.
James Cook så i 1770 Fraser Island fra skibet Endeavour, da han sejlede nord omkring øen. Gennem sit teleskop så han flere mennesker på landtangen Indian Head og bemærkede dette i sin logbog.
Da Matthew Flinders sejlede langs Australiens østkyst om natten i 1799, så han flere brande på Fraser Island-kysten. På sin anden rejse fra 1802 til 1803 sejlede han rundt om hele Australiens kontinent. Han landede med sit skib HMS Investigator nær øens nordligste punkt Sandy Cape. Ombord var aborigineren Bungaree med som tolk. Dette var den første skriftlige kontakt mellem den oprindelige befolkning og europæerne på Fraser Island.

### Øens navn
En skibsulykke i det 19. århundrede førte til, at øen blev omdøbt. Den 21. maj 1836 strandede skibet Stirling Castle under kaptajn James Fraser på Great Barrier Reef og skibet sank. Blandt de overlevende skibbrudne var kaptajn Fraser og hans kone Eliza. En redningsbåd med de skibbrudne landede endelig på Fraser-øen, som dengang blev kaldt Great Sandy Island. Nogle af de skibbrudne døde, mens de ventede i flere måneder på at blive reddet fra øen. Eliza Fraser og flere andre overlevede takket være de aboriginske beboeres hjælp. Eliza vidnede senere om, at hendes mand blev dræbt af de indfødte.
Eliza blev senere reddet. I Sydney og senere i England foregav hun at være en fattig enke, selvom hun blev gift med kaptajn Alexander John Greene den 3. februar 1837. Eliza fortalte til journalisterne om den påståede grusomhed, brutalitet og vildskab hos aboriginerne og tjente penge på det. Selvom hendes historier blev betvivlet og afvist af mange, havde det konsekvenser for aboriginerne, der havde hjulpet hende i hendes kamp for overlevelse. Mange af de europæiske bosættere blev påvirket af hændelsen i deres opførsel over for aboriginerne. Eliza fremstilles i litteraturen som en modstridende personlighed. Det er dokumenteret, at mange aboriginere, der havde hjulpet hende i hendes kamp for overlevelse, blev dræbt i massakrer af bosætterne.

## Turisme
Fraser Island er en af Queenslands mest populære øer for turister, der kan nå øen med færge fra Hervey Bay eller Rainbow Beach, som tager cirka 50 minutter. Muligheden for at se en dingo i dens naturlige omgivelser er en af hovedårsagerne til, at folk besøger øen. 
Der er hoteller i Kingfisher Bay og Eurong og flere campingmuligheder. Kun firehjulstrukne køretøjer er tilladt på øen og kan lejes i Brisbane, Hervey Bay eller Rainbow Beach med fuldt campingudstyr, hvis det ønskes.
75 Mile Beach er kendt for sin alsidige farvepalet. Dens sand danner en lys mosaik af farverige nuancer. 75-mile stranden fungerer også som øens vigtigste landevej. Tilgængeligheden er afhængig af ebbe og havstrømmene.
Sandstensformationerne, klitterne ved havet og nogle af de mange ferskvandssøer er især værd at se. Søen Lake McKenzie er meget populær på grund af dens hvide sand og det blå vand. Ved ferskvandsstrømmen Eli Creeks munding er der en lagune til badning. Badning i havet er livstruende, på grund af de stærke strømme, især på østkysten, vandet bliver hurtigt dybt, og der kan findes hajer i vandet. Det anbefales at bade i ferskvandsøerne.
I Champagne Pools kan man bade i saltvand som skylles ind i naturbassinerne fra havet. Ved øens østligste punkt Indian Heads er det muligt blandt andet at observere hajer og rokker i havet. Der er hvalsafari fra august til oktober.